# Ніве-Крім
Ніве-Крім (нід. Nieuwe Krim) — селище в нідерландській провінції Дренте. Входить до муніципалітету Куворден.
Його площа становить 3,47 км², а населення станом на 2021 рік складало 190 осіб.
Перша згадка про населений пункт датується 1913 роком.